# Idempotentność
Idempotentność –
właściwość pewnych operacji, która pozwala na ich wielokrotne stosowanie bez zmiany wyniku.
Pojęcie idempotentności pojawia się wielokrotnie w algebrze (w szczególności w teorii rzutów i operatorów domknięcia) oraz programowaniu funkcyjnym (w którym ma ono związek z przejrzystością referencyjną).
Termin wprowadził Benjamin Peirce w kontekście elementów algebry, które są niezmiennicze ze względu na potęgowanie.
Istnieje kilka znaczeń idempotentności w zależności od pojęcia, do którego się odnoszą:
- Działanie jednoargumentowe (lub funkcja) jest idempotentne, jeżeli zastosowana dwukrotnie daje ten sam wynik, co zastosowana jednokrotnie. Przykładowo funkcja wartości bezwzględnej jest idempotentna jako funkcja zbioru liczb rzeczywistych w siebie: {\displaystyle ||x||=|x|.}
- Działanie dwuargumentowe jest idempotentne, gdy zastosowane do dwóch równych wartości daje ją w wyniku. Przykładem może być działanie brania maksimum dwóch wartości, które jest idempotentne: {\displaystyle \max(x,x)=x.}
- Dla danego działania dwuargumentowego elementem idempotentnym, lub krótko idempotentem, względem tego działania jest wartość, dla której dana na obu argumentach zostaje zwrócona jako wynik[2]. Przykładem jest liczba {\displaystyle 1} będąca idempotentem mnożenia: {\displaystyle 1=1\cdot 1.}

## Definicje

### Działania jednoargumentowe
Działanie jednoargumentowe {\displaystyle f,} tzn. funkcję danego zbioru {\displaystyle X} w siebie, nazywa się idempotentną, jeśli dla każdego {\displaystyle x\in X} zachodzi
{\displaystyle f{\Big (}f(x){\Big )}=f(x).}
W szczególności funkcja tożsamościowa {\displaystyle \operatorname {id} _{X}} określona wzorem {\displaystyle \operatorname {id} _{X}(x)=x} jest idempotentna, podobnie jak funkcja stała {\displaystyle K_{c},} gdzie {\displaystyle c\in X,} dana wzorem {\displaystyle K_{c}(x)=c.}
Ważną klasą funkcji idempotentych są rzuty w przestrzeni liniowej. Przykładowo rzutem jest funkcja {\displaystyle \pi _{xy}} dana wzorem {\displaystyle \pi _{xy}(x,y,z)=(x,y,0),} która rzutuje dowolny punkt przestrzeni trójwymiarowej na punkt płaszczyzny {\displaystyle XY,} gdyż trzecia współrzędna {\displaystyle z} jest równa {\displaystyle 0.}
Działanie jednoargumentowe {\displaystyle f\colon X\to X} jest idempotentne wtedy i tylko wtedy, gdy odwzorowuje wszystkie elementy zbioru {\displaystyle X} na punkty stałe. Dla zbioru {\displaystyle n}-elementowego istnieje
{\displaystyle \sum _{k=0}^{n}{n \choose k}k^{n-k}}
funkcji idempotentnych, gdzie
{\displaystyle {n \choose k}k^{n-k}}
jest liczbą funkcji idempotentnych o dokładnie {\displaystyle k} punktach stałych. Początkowymi wyrazami ciągu liczby funkcji idempotentnych danego przez powyższą sumę są: 1, 1, 3, 10, 41, 196, 1057, 6322, 41393,…

### Działania dwuargumentowe
Dwuargumentowe działanie {\displaystyle \star } na zbiorze {\displaystyle X} nazywa się idempotentnym, jeżeli dla wszystkich {\displaystyle x\in X} zachodzi
{\displaystyle x\star x=x.}
Przykładami działań idempotentnych mogą być działania sumy zbiorów i iloczynu zbiorów, a także działania koniunkcji logicznej i dysjunkcji logicznej oraz, w ogólności, działania kresu dolnego i górnego w kratach.
Element {\displaystyle x\in X} nazywa się idempotentnym lub idempotentem, jeżeli zachodzi dla niego równość
{\displaystyle x\star x=x.}
W szczególności idempotentem działania {\displaystyle \star } jest jego element neutralny.

### Powiązania
Powyższe trzy pojęcia można przedstawić następująco:
- Twierdzenie, iż działanie dwuargumentowe {\displaystyle \star } na zbiorze {\displaystyle X} jest idempotentne jest równoważne żądaniu, by każdy element zbioru {\displaystyle S} był idempotentny względem {\displaystyle \star .}
- Własność definiująca idempotentności jednoargumentowej można zapisać za pomocą operacji złożenia funkcji {\displaystyle \circ } w następujący sposób: {\displaystyle f\circ f=f.} W ten sposób twierdzenie, że {\displaystyle f} jest jednoargumentowym działaniem idempotentnym na {\displaystyle S} jest równoważne stwierdzeniu, że {\displaystyle f} jest elementem idempotentnym działania {\displaystyle \circ } na zbiorze funkcji {\displaystyle X\to X.}

## Przykłady
Jak wspomniano wyżej, przekształcenia tożsamościowe i stałe są idempotentne. Idempotentne są również funkcje wartości bezwzględnej zmiennej rzeczywistej i zespolonej oraz funkcja podłogi i sufitu zmiennej rzeczywistej.
Funkcja przypisująca każdemu podzbiorowi przestrzeni topologicznej {\displaystyle X} jej domknięcie jest idempotentna na zbiorze potęgowym zbioru {\displaystyle X.} Jest to przykład operatora domknięcia; własność idempotentności cechuje wszystkie operatory domknięcia. Idempotentne są również działania wnętrza oraz k-rozszerzenia.

### Języki formalne
Operatory gwiazdka i plus Kleene’ego wykorzystywane w językach formalnych do wyrażania powtórzeń są idempotentne.

### Idempotentne elementy pierścienia
Element idempotentny pierścienia to, z definicji, element idempotentny względem mnożenia w pierścieniu. Innymi słowy element {\displaystyle r} jest idempotentny, gdy {\displaystyle r^{2}=r.} W zbiorze idempotentów pierścienia można zadać porządek częściowy w następujący sposób: jeśli {\displaystyle a} i {\displaystyle b} są idempotentami, to
{\displaystyle a\leqslant b\Leftrightarrow ab=ba=a.}
W porządku tym {\displaystyle 0} jest najmniejszym, a {\displaystyle 1} – największym idempotentem.
Dwa idempotenty {\displaystyle a,b} nazywa się ortogonalnymi i oznacza {\displaystyle a\perp b,} jeżeli {\displaystyle ab=ba=0.} Wówczas {\displaystyle a+b} również jest idempotentny i zachodzi {\displaystyle a\leqslant a+b} oraz {\displaystyle b\leqslant a+b.}
Jeśli {\displaystyle a} jest idempotentem pierścienia {\displaystyle R,} to
- jest nim także {\displaystyle b=1-a;} wówczas {\displaystyle a\perp b;}
- pierścień {\displaystyle aRa} również jest pierścieniem z jedynką {\displaystyle a;}
- nazywa się go centralnym, o ile tylko dla wszystkich {\displaystyle x\in R} zachodzi {\displaystyle ax=xa;} wówczas {\displaystyle Ra} jest pierścieniem z jedynką {\displaystyle a.}

Idempotenty centralne są blisko związane z rozkładami {\displaystyle R} na sumy proste pierścieni. Jeśli
{\displaystyle R=R_{1}\oplus \ldots \oplus R_{n},}
to jedynki pierścieni {\displaystyle R_{i}} są parami ortogonalnymi idempotentami centralnymi w {\displaystyle R,} których suma jest równa {\displaystyle 1.} Odwrotnie, dla danych parami ortogonalnych idempotentów centralnych {\displaystyle a_{1},\dots ,a_{n}\in R} sumujących się do {\displaystyle 1} zachodzi
{\displaystyle R=Ra_{1}\oplus \ldots \oplus Ra_{n}.}
W szczególności idempotent centralny {\displaystyle a\in R} daje więc rozkład {\displaystyle R} na sumę prostą {\displaystyle Ra\oplus R(1-a).}
Dowolny idempotent różny od {\displaystyle 0} i {\displaystyle 1} jest dzielnikiem zera, gdyż {\displaystyle a(1-a)=0.} W związku z tym dziedziny całkowitości i pierścienie z dzieleniem nie mają takich idempotentów. Pierścienie lokalne również nie mają tego rodzaju idempotentów, ale z innego powodu: jedynym idempotentem zawartym w radykale Jacobsona pierścienia jest {\displaystyle 0.} Istnieje katenoida idempotentów w pierścieniu kokwaternionów.
Pierścienie, których wszystkie elementy są idempotentne nazywa się pierścieniami Boole’a. Można pokazać, że w każdym takim pierścieniu mnożenie jest przemienne, a każdy element swoim elementem przeciwnym.

### Związek z inwolucjami
Jeśli {\displaystyle a} jest idempotentem, to {\displaystyle 1-2a} jest inwolucją.
Jeśli {\displaystyle b} jest idempotentem, to {\displaystyle {\tfrac {1-b}{2}}} jest idempotentem i są one swoimi odwrotnościami: stąd jeśli {\displaystyle 2} jest odwracalna w danym pierścieniu, to idempotenty i inwolucje są pojęciami równoważnymi.
Więcej, jeżeli {\displaystyle b} jest inwolucją, to {\displaystyle {\tfrac {1-b}{2}}} i {\displaystyle {\tfrac {1+b}{2}}} są idempotentami ortogonalnymi odpowiadającymi {\displaystyle a} i {\displaystyle 1-a.}

## Informatyka
W informatyce idempotentność jest własnością operacji pozwalającą na jej wielokrotne powtarzanie bez zmiany wyniku lub powodowania błędu. Taką cechę ma np. operacja czytania.

### Przykłady
Programista aplikacji internetowych powinien zadbać o idempotentność wykonywanych przez serwer operacji, nie dopuszczając np. do kolejnego zakupu identycznego wyrobu w sklepie internetowym po odświeżeniu strony. Jedną z metod jest wprowadzenie tokenu synchronizującego, który jest inkrementowany przy każdym zapytaniu od klienta i np. jako ciasteczko przesyłany wraz z odpowiedzią do klienta. Jeśli token otrzymany od klienta jest różny od tokena zapamiętanego na serwerze, oznacza to że nastąpiło rozsynchronizowanie, np. klient odświeżył stronę.
Standardowo uważa się metody GET i HEAD protokołu HTTP za idempotentne, więc przeglądarki internetowe nie wyświetlają żadnego ostrzeżenia w przypadku odświeżania strony za pomocą metody GET. Stąd poleca się implementację operacji zmieniających stan sesji klienta za pomocą metody POST.

## Literatura dodatkowa
- Bryan Basham, Kathy Sierra, Bert Bates: Head First Servlets & JSP. Helion, 2005. ISBN 83-7361-810-4. Brak numerów stron w książce
- Deepak Alur, John Crupi, Dan Malks: Core J2EE Wzorce projektowe. Wyd. 2. Helion, 2004. ISBN 83-7361-344-7. Brak numerów stron w książce
- Peirce, B.. Linear Associative Algebra. 1870.
- Lang, Serge (1993), Algebra (wyd. III), Reading, Mass.: Addison-Wesley Pub. Co., ISBN 978-0-201-55540-0, s. 443